# Ekaterina Nikolaevna Raevskaja
Ekaterina Nikolaevna Raevskaja (in russo Екатерина Николаевна Раевская?; Derbent, 21 aprile 1797 – Carskoe Selo, 3 febbraio 1885) è stata una nobildonna russa.

## Biografia
Era la figlia maggiore del generale Nikolaj Nikolaevič Raevskij, e di sua moglie, Sofija Alekseevna Konstantinova. Ricevette una formazione eccellente a casa.
Nel maggio 1821 sposò il comandante della 16ª divisione di fanteria, il generale Michail Fëdorovič Orlov. Ebbero due figli:
Nikolaj Mikhailovič (1822-1886) e Anna Mikhailovna.
La rivolta decabrista segnò la fine della carriera di suo marito. Venne arrestato e trascorse sei mesi alla fortezza di Pietro e Paolo e gli vennero concessi gli arresti domiciliari nella sua tenuta, con il divieto di visitare le capitali. Alla fine del 1826 tornò a Mosca per dire addio a sua sorella.
Ekaterina incontrò Aleksandr Sergeevič Puškin a San Pietroburgo nel 1817, con il quale si incontrava spesso,  discutendo di letteratura.
Dopo la morte del marito, Ekaterina viaggiò molto. Dedicò molto  tempo a organizzare i documenti e gli archivi che descrivono la vita e le opere  del suo bisnonno, Mikhail Vasiljevič Lomonossov.
Continuò a interessarsi alla letteratura e a tutto ciò che è stato scritto su Puškin. Morì il 3 febbraio 1885 a Carskoe Selo. Fu sepolta nel convento di Novodevičij, accanto al marito.